# 多比良駅
多比良駅（たいらえき）は、長崎県雲仙市国見町多比良乙にある島原鉄道島原鉄道線の駅である。

## 歴史
- 1913年（大正2年）5月10日：多比良町駅（たいらまちえき）として開設。
- 1984年（昭和59年）9月30日：業務委託駅化。
- 2013年（平成25年）：駅舎改築（トイレ水洗化及びスロープ、多目的トイレの新設）。
- 2019年（令和元年）10月1日：多比良駅（たいらえき）に改称[1]。

## 駅構造

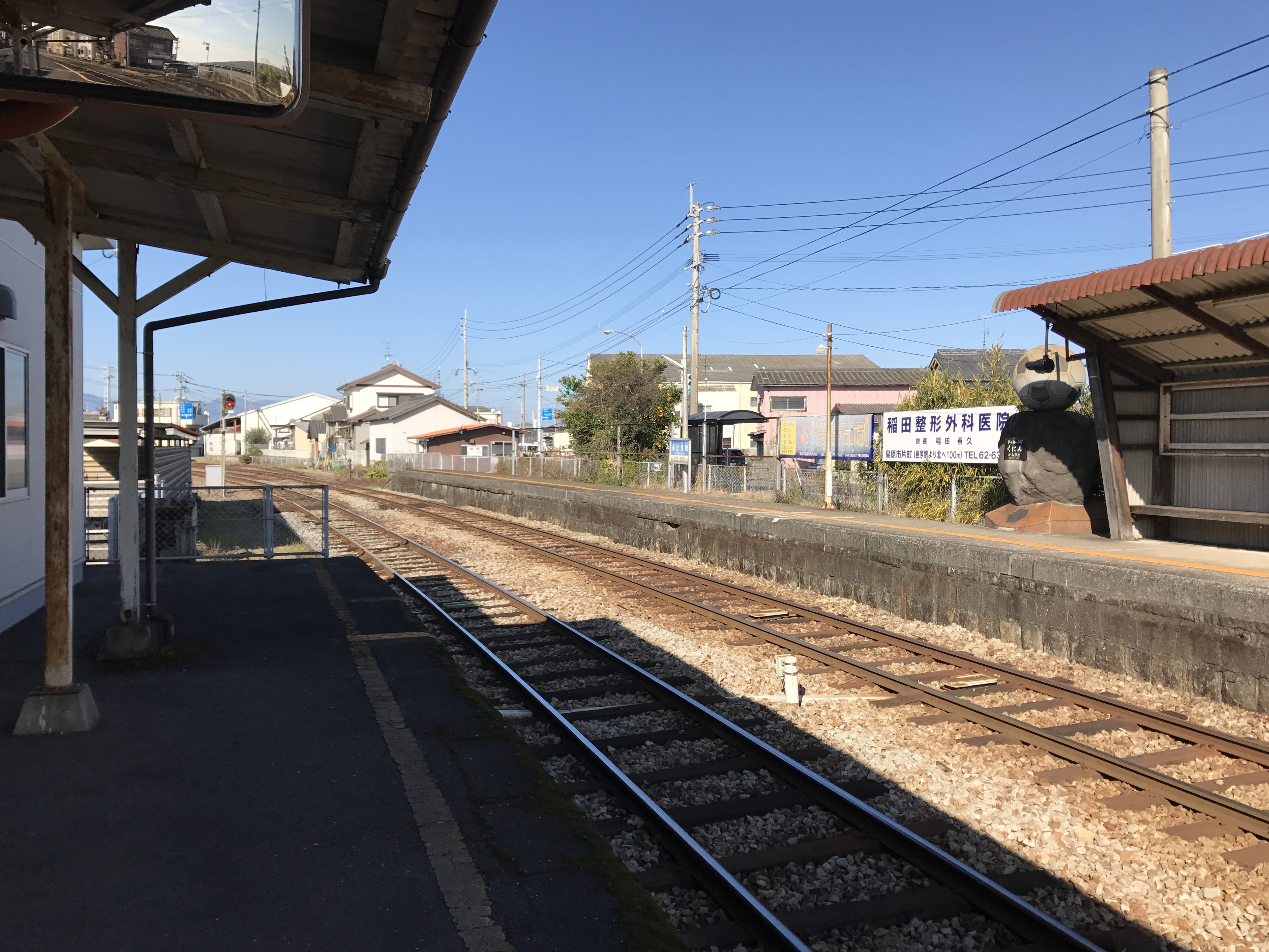
駅構内。右側の島原方面ホームにはサッカーボールを模した石碑がある

相対式ホーム2面2線を有する地上駅。二つのホームは互い違いに設置されており、南側のホームが有明湯江方、北側のホームが神代町方にずれている。駅舎は南側のホームの神代町方、南側に接して置かれており、南側のホームの中ほどに置かれた待合所と向かい合う。
2つのホームを結ぶ構内踏切が2本あり、駅舎の前と待合所の前、及び北側ホームの島鉄湯江方の端と南側ホームのほぼ中央を、それぞれ結んでいる。なお、2つの構内踏切に遮断機・警報機はない。
当駅は全国的に有名なサッカーの強豪校である長崎県立国見高等学校の最寄り駅であり、南側ホームの待合所には、この国見高等学校サッカー部の活躍を称え、サッカーボールを模した石碑が建立されている。
駅舎は平屋建てで、内部には駅の事務室と旅客の待合室がある。有人駅。自動券売機設置は無く、切符を待合室内の窓口で販売している。なお、集札は行っていないためワンマン列車では運賃は車内収受となる。

### のりば
| のりば | 路線        | 方向 | 行先                 | 備考 |
| ------ | ----------- | ---- | -------------------- | ---- |
| 1      | ■島原鉄道線 | 上り | 本諫早・諫早方面     |      |
| 2      | ■島原鉄道線 | 下り | 島原船津・島原港方面 |      |

## 利用状況
2018年度の年間乗車人員は65,356人、降車人員は65,138人であった。
近年の年間乗車人員、降車人員の推移は以下の通り。
| 年度               | 年間 乗車人員 | 年間 降車人員 |
| ------------------ | ------------- | ------------- |
| 2000年（平成12年） | 133,453       | 128,012       |
| 2001年（平成13年） | 126,579       | 122,292       |
| 2002年（平成14年） | 116,474       | 114,852       |
| 2003年（平成15年） | 119,074       | 117,854       |
| 2004年（平成16年） | 104,238       | 105,209       |
| 2005年（平成17年） | 103,083       | 102,577       |
| 2006年（平成18年） | 94,554        | 92,322        |
| 2007年（平成19年） | 84,023        | 82,312        |
| 2008年（平成20年） | 77,808        | 73,673        |
| 2009年（平成21年） | 81,870        | 78,998        |
| 2010年（平成22年） | 86,378        | 83,551        |
| 2011年（平成23年） | 83,649        | 79,695        |
| 2012年（平成24年） | 81,858        | 77,350        |
| 2013年（平成25年） | 77,639        | 74,203        |
| 2014年（平成26年） | 74,231        | 71,458        |
| 2015年（平成27年） | 78,355        | 73,932        |
| 2016年（平成28年） | 78,674        | 74,121        |
| 2017年（平成29年） | 73,908        | 68,821        |
| 2018年（平成30年） | 65,356        | 65,138        |

## 駅周辺
駅の北側は国道251号がすぐ近くを東西に通る。その北側に漁協関係などの建物があり、有明海が広がる。ちなみに、駅の南側は駅前から東南方向に市街地が広がっており、商店がある。
- 雲仙市国見総合支所（旧国見町役場）
- 雲仙市国見町文化会館
- 雲仙市図書館
- 国見郵便局
- 雲仙警察署多比良交番
- 長崎県立国見高等学校
- 中央保育園
- 正覚寺（浄土真宗本願寺派）
- 多比良港
- 国道251号
- 国道389号
- 土黒川

## バス路線
駅には乗り入れないが、国道251号に多比良駅前停留所があり、下記に向かう路線が発着する。
高速バス
- 島原号 - 島原港行、博多バスターミナル（博多駅）行

路線バス
- 島鉄バス - 諫早駅前行、多比良港行、島原港行、島原病院行

## 隣の駅
島原鉄道
■島原鉄道線
神代駅 - 多比良駅 - 有明湯江駅